# Dreifaltigkeitskirche (Ebenshausen)
Koordinaten: 51° 5′ 13,6″ N, 10° 18′ 30,1″ O
Die evangelisch-lutherische Dreifaltigkeitskirche steht in Ebenshausen im Wartburgkreis in Thüringen.

## Geschichte
Dieses Gotteshaus wurde laut eingemeißelter Inschrift im Schlussstein der Südtür 1714 von Caspar Wemeburg (1662–1732) erbaut und hat eine Grundfläche von 14,5 × 7,6 m. Den Hinweisen der Literatur folgend, gab es schon einen Vorgängerbau.

## Der Turm
Auf der Westseite des Daches steht der beschieferte, viereckige Kirchturm mit einer achteckigen Schweifkuppel.

## Innenraum
Den Innenraum überdeckt ein Tonnengewölbe. Das Gebäude ist mit rechteckigen Fenstern und Türen schmucklos eingerichtet. Der Taufstein besitzt einen achteckigen Schaft. Er wurde 1716 von einem Gläubigen gestiftet. Die Taufschale und auch der silberne Abendmahlkelch sind aus Messing. Aus dem 18. Jahrhundert stammen die Kanzel und der Altar dahinter an der Ostwand.

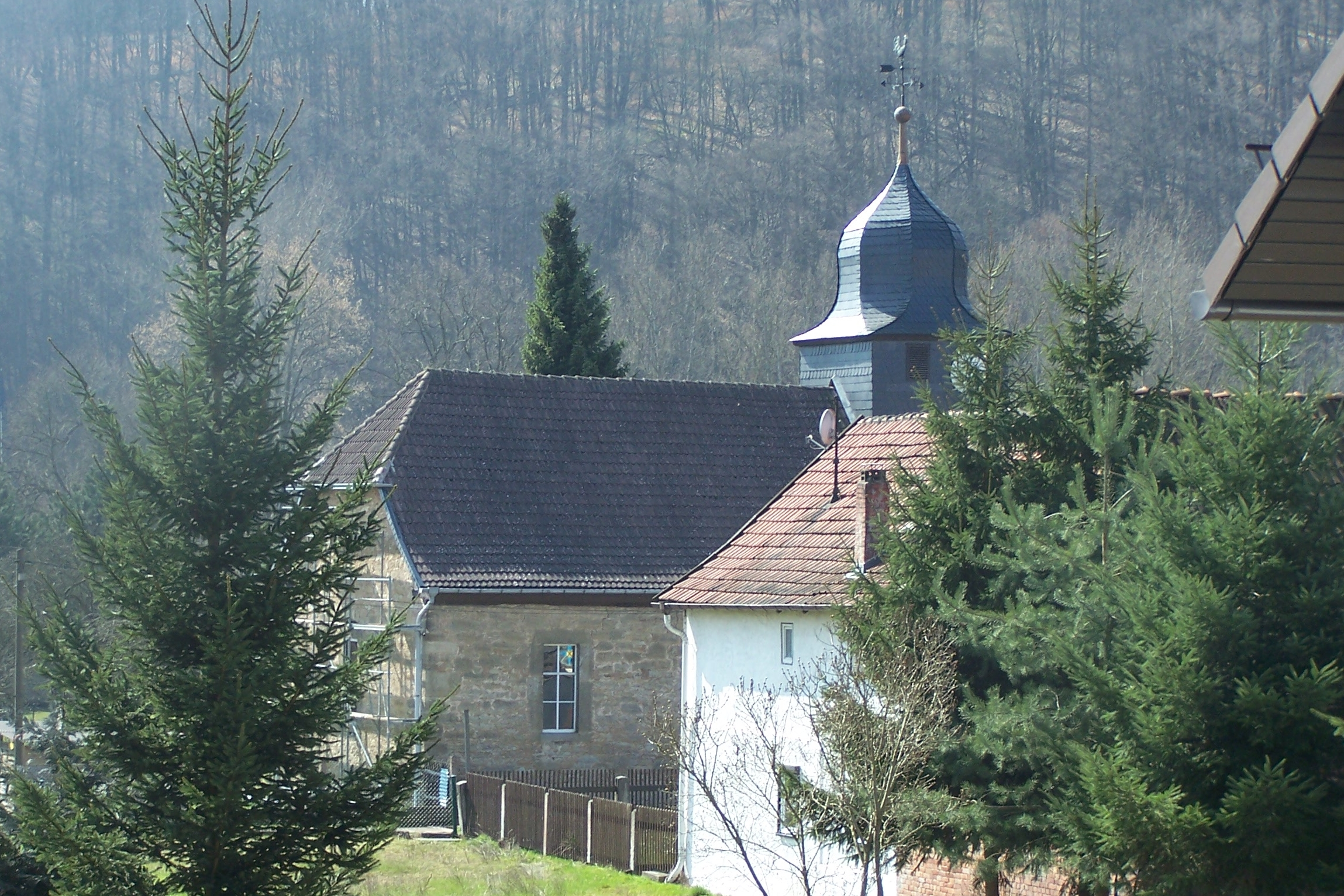
Ansicht von Norden

## Das Geläut
1957 erhielt das Gotteshaus ein Stahlglockengeläut.

## Die Einweihung
1990 am vierten Advent wurde die Innenrenovierung beendet. Der damalige Landesbischof Werner Leich weihte das Gotteshaus ein. Etwas später erhielt der Turm seine Erhaltungsmaßnahme, gekrönt mit einer neuen Spitze und Wetterfahne. Jahrs danach wurde von Irma Weber aus Frankenroda das neue Altarfenster geschaffen und übergeben.